# Rachel Dübendorfer
Rachel Dübendorfer nata Hepner (Varsavia, 18 luglio 1900 – Berlino, 3 marzo 1973) è stata un'agente segreta polacca e combattente della resistenza antinazista.
Durante la seconda guerra mondiale fece parte di una sezione del movimento di resistenza svizzero Rote Drei (Tre Rosse) con il nome in codice Sissy.

## Biografia
Nacque a Varsavia nel 1900 in una famiglia ebraica da Adolf Hepner. Si trasferì in Germania negli anni venti e poi in Svizzera a Nürensdorf nel 1933. Si sposò due volte: prima con l'avvocato tedesco Kurt Caspary e nel 1934 con lo svizzero Henri Dübendorfer, questo secondo matrimonio le consentì di ottenere la cittadinanza svizzera. Divorziò nel 1946 e divenne l'amante di Paul Böttcher. Morì nel 1973 a Berlino Est.

### Carriera
Nel 1918 si iscrisse al Partito Comunista di Germania, nel 1927 entrò a far parte della Direzione generale per le informazioni militari (GRU), dove lavorò a fianco di Paul Böttcher. Allo scoppio della seconda guerra mondiale lavorava a Ginevra come segretaria presso l'Organizzazione internazionale del lavoro della Società delle Nazioni, dove era a capo di un gruppo di informatori comunisti svizzeri. Grazie al suo ruolo aveva accesso a diversi tipi di informazioni, anche sensibili come ad esempio i rapporti di intelligence del rifugiato tedesco Rudolf Roessler (nome in codice Lucy). Questa collaborazione diventò nota come Lucy-Spionagering (Il gruppo di spie di Lucy).
Nel maggio 1941 incontrò per la prima volta Sándor Radó. Nel 1942 entrò a far parte di una sezione delle Tre Rosse, un movimento di resistenza svizzero. Tra gli altri membri del movimento, oltre a Radò, c'erano Georges Blun e Otto Pünter. Nel 1942 ricevette le informazioni militari tedesche sulla prevista invasione dell'Unione Sovietica (Operazione Blu), che furono poi trasmesse ai russi.
Nel novembre 1943 rimase da sola nelle Tre rosse dopo che i leader, tra cui Radó, furono arrestati e imprigionati. Cercò senza successo di contattare Mosca attraverso Hermina Rabinovitch, un'amica che viveva a Montreal. Successivamente si rifiutò di collaborare con Stalin e non volle più inviare informazioni a Mosca. Fornì invece le informazioni agli ufficiali dell'MI6 in Svizzera, a condizione che non venissero condivise con i sovietici. Nell'aprile del 1944 Dübendorfer e Böttcher furono catturati e imprigionati dal 1946 al 1956, prima in URSS e poi in Germania Est.